# 克蘭頓維爾 (阿肯色州)
克蘭頓維爾（英語：Clantonville）是位於美國阿肯色州本頓縣的一個非建制地區。該地的面積和人口皆未知。

## 地理
克蘭頓維爾的座標為36°28′53″N 93°54′33″W / 36.48139°N 93.90917°W，而該地的平均海拔高度為米（即英尺）。